# Rally dell'Acropoli 2000
Il Rally dell'Acropoli 2000, ufficialmente denominato 47th Acropolis Rally, è stata la settima prova del campionato del mondo rally 2000 nonché la quarantaseiesima edizione del Rally dell'Acropoli e la ventiseiesima con valenza mondiale. 

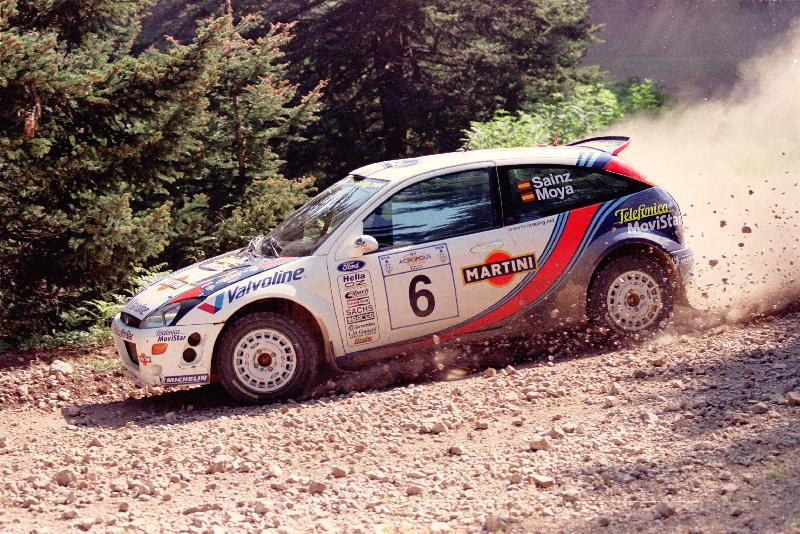
Carlos Sainz e Luis Moya, secondi classificati, in azione durante una prova speciale

La manifestazione si è svolta dal 9 all'11 giugno sugli sterrati rocciosi che attraversano la zona costiera della Grecia Centrale, attorno alla cittadina di Itea.
L'evento è stato vinto dal britannico Colin McRae, navigato dal connazionale Nicky Grist, al volante di una Ford Focus WRC 00 della scuderia ufficiale Ford Martini, davanti alla coppia spagnola formata da Carlos Sainz e Luis Moya, compagni di squadra dei vincitori, e a quella finlandese composta da Juha Kankkunen e Juha Repo, su Subaru Impreza WRC2000 della scuderia Subaru World Rally Team.
Gli argentini Gabriel Pozzo e Rodolfo Amelio Ortiz, su Mitsubishi Lancer Evo VI, hanno invece conquistato la vittoria nella categoria PWRC, mentre il giapponese Toshihiro Arai e il britannico Roger Freeman si sono aggiudicati la classifica della Coppa FIA Squadre alla guida di una Subaru Impreza WRC99 della scuderia Spike Subaru Team.

## Dati della prova
| Denominazione ufficiale             | Acropolis Rally |
| Edizione N°                         | 47 |
| Tappa N°                            | 7 di 14 |
| Data manifestazione                 | da venerdì 09/06/2000 a domenica 11/06/2000                                                                        |
| Sede ospitante                      | Itea (Focide, Grecia Centrale)                                                                                     |
| Sede parco assistenza               | Prima frazione: Oinoi (Attica Occidentale, Attica). Seconda e terza frazione: Parnassos (Focide, Grecia Centrale). |
| Superficie                          | Terra |
| Iscritti                            | 120 |
| Partiti                             | 117 |
| Arrivati                            | 48 (41%) |
| Prove speciali                      | 19 |
| Prova più breve                     | 8,09 km (PS2: Klidi)                                                                                               |
| Prova più lunga                     | 31,11 km (PS5: Agii Theodoroi)                                                                                     |
| Prova più lenta                     | velocità media di 72,21 km/h (PS17: Elatos 2)                                                                      |
| Prova più veloce                    | velocità media di 106,30 km/h (PS4: Kineta)                                                                        |
| Lunghezza prove speciali            | 390,27 km (27,7% della distanza totale)                                                                            |
| Lunghezza complessiva trasferimenti | 1017,29 km |
| Distanza totale                     | 1407,56 km |

## Itinerario
| Frazione            | Prova  | Ora    | Nome                            | Lunghezza | Totale    |
| ------------------- | ------ | ------ | ------------------------------- | --------- | --------- |
| Frazione 1 (9 giu)  |        | 11:00  | Assistenza – Oinoi (10 min)     | –         | 88,81 km  |
| Frazione 1 (9 giu)  | PS1    | 11:40  | Skourta                         | 20,02 km  | 88,81 km  |
| Frazione 1 (9 giu)  | PS2    | 12:11  | Klidi                           | 8,09 km   | 88,81 km  |
| Frazione 1 (9 giu)  | PS3    | 12:42  | Thiva                           | 20,12 km  | 88,81 km  |
| Frazione 1 (9 giu)  |        | 14:02  | Assistenza – Oinoi (20 min)     | –         | 88,81 km  |
| Frazione 1 (9 giu)  | PS4    | 15:40  | Kineta                          | 9,47 km   | 88,81 km  |
| Frazione 1 (9 giu)  | PS5    | 16:05  | Agii Theodoroi                  | 31,11 km  | 88,81 km  |
| Frazione 1 (9 giu)  |        | 17:20  | Assistenza – Oinoi (20 min)     | –         | 88,81 km  |
|                     |        |        |                                 |           |           |
| Frazione 2 (10 giu) |        | 08:30  | Assistenza – Parnassos (10 min) | –         | 159,57 km |
| Frazione 2 (10 giu) | PS6    | 09:47  | Zeli 1                          | 28,32 km  | 159,57 km |
| Frazione 2 (10 giu) | PS7    | 10:47  | Mendenitsa 1                    | 28,05 km  | 159,57 km |
| Frazione 2 (10 giu) |        | 11:41  | Assistenza – Parnassos (20 min) | –         | 159,57 km |
| Frazione 2 (10 giu) | PS8    | 12.27  | Paleohori 1                     | 10,71 km  | 159,57 km |
| Frazione 2 (10 giu) | PS9    | 13:08  | Gravia 1                        | 25,56 km  | 159,57 km |
| Frazione 2 (10 giu) | PS10   | 13:47  | Elatos 1                        | 10,56 km  | 159,57 km |
| Frazione 2 (10 giu) |        | 14:32  | Assistenza – Parnassos (20 min) |           | 159,57 km |
| Frazione 2 (10 giu) | PS11   | 15:59  | Zeli 2                          | 28,32 km  | 159,57 km |
| Frazione 2 (10 giu) | PS12   | 16:59  | Mendenitsa 2                    | 28,05 km  | 159,57 km |
| Frazione 2 (10 giu) |        | 17:53  | Assistenza – Parnassos (45 min) | –         | 159,57 km |
|                     |        |        |                                 |           |           |
| Frazione 3 (11 giu) |        | 08:30  | Assistenza – Parnassos (10 min) | –         | 141,89 km |
| Frazione 3 (11 giu) | PS13   | 09:27  | Pavliani 1                      | 24,71 km  | 141,89 km |
| Frazione 3 (11 giu) | PS14   | 10:10  | Stromi 1                        | 22,82 km  | 141,89 km |
| Frazione 3 (11 giu) |        | 11:02  | Assistenza – Parnassos (20 min) |           | 141,89 km |
| Frazione 3 (11 giu) | PS15   | 11:48  | Paleohori 2                     | 10,71 km  | 141,89 km |
| Frazione 3 (11 giu) | PS16   | 12:29  | Gravia 2                        | 25,56 km  | 141,89 km |
| Frazione 3 (11 giu) | PS17   | 13:08  | Elatos 2                        | 10,56 km  | 141,89 km |
| Frazione 3 (11 giu) |        | 13:53  | Assistenza – Parnassos (20 min) | –         | 141,89 km |
| Frazione 3 (11 giu) | PS18   | 15:00  | Pavliani 2                      | 24,71 km  | 141,89 km |
| Frazione 3 (11 giu) | PS19   | 16:35  | Stromi 2                        | 22,82 km  | 141,89 km |
| Frazione 3 (11 giu) |        | 17:10  | Assistenza – Parnassos (20 min) | –         | 141,89 km |
| Totale              | Totale | Totale | Totale                          | Totale    | 390,27 km |

## Risultati

### Classifica
| Pos.                                        | Nº       | Pilota                | Co-pilota            | Auto                         | Squadra                  | Classe    | Tempo     | Distacco | Punti    |
| Generale                                    | Generale | Generale              | Generale             | Generale                     | Generale                 | Generale  | Generale  | Generale | Generale |
| ------------------------------------------- | -------- | --------------------- | -------------------- | ---------------------------- | ------------------------ | --------- | --------- | -------- | -------- |
| 1.                                          | 5        | Colin McRae           | Nicky Grist          | Ford Focus WRC 00            | Ford Martini             | WRC       | 4h56'54"8 | –        | 10       |
| 2.                                          | 6        | Carlos Sainz          | Luis Moya            | Ford Focus WRC 00            | Ford Martini             | WRC       | 4h57'17"9 | +23"1    | 6        |
| 3.                                          | 4        | Juha Kankkunen        | Juha Repo            | Subaru Impreza WRC2000       | Subaru World Rally Team  | WRC       | 5h03'33"1 | +6'38"3  | 4        |
| 4.                                          | 23       | Toshihiro Arai        | Roger Freeman        | Subaru Impreza WRC99         | Spike Subaru Team        | WRC / TC  | 5h04'35"6 | +7'40"8  | 3        |
| 5.                                          | 11       | Armin Schwarz         | Manfred Hiemer       | Škoda Octavia WRC            | Škoda Motorsport         | WRC       | 5h06'05"8 | +9'11"0  | 2        |
| 6.                                          | 25       | Abdullah Bakhashab    | Bobby Willis         | Toyota Corolla WRC           | Toyota Team Saudi Arabia | WRC / TC  | 5h09'49"7 | +12'54"9 | 1        |
| 7.                                          | 22       | Jean-Pierre Richelmi  | Thierry Barjou       | Subaru Impreza WRC99         | Procar Rally Team        | WRC       | 5h10'28"1 | +13'33"3 | -        |
| 8.                                          | 26       | Frédéric Dor          | Didier Breton        | Subaru Impreza WRC99         | F.Dor Rally Team         | WRC / TC  | 5h10'54"6 | +13'59"8 | -        |
| 9.                                          | 9        | François Delecour     | Daniel Grataloup     | Peugeot 206 WRC (2000)       | Peugeot Esso             | WRC       | 5h12'07"1 | +15'12"3 | -        |
| 10.                                         | 18       | Ioannis Papadimitriou | Nikolaos Petropoulos | Subaru Impreza WRC99         | -                        | WRC       | 5h13'16"4 | +16'21"6 | -        |
| Campionato del mondo per vetture Produzione |          |                       |                      |                              |                          |           |           |          |          |
| 1. (11.)                                    | 35       | Gabriel Pozzo         | Rodolfo Amelio Ortiz | Mitsubishi Lancer Evo VI     | -                        | N4 / PWRC | 5h18'51"8 | –        | 10       |
| 2. (12.)                                    | 28       | Gustavo Trelles       | Jorge del Buono      | Mitsubishi Carisma GT Evo VI | -                        | N4 / PWRC | 5h20'04"6 | +1'12"8  | 6        |
| 3. (13.)                                    | 29       | Manfred Stohl         | Peter Müller         | Mitsubishi Lancer Evo VI     | -                        | N4 / PWRC | 5h20'47"7 | +1'55"9  | 4        |
| 4. (14.)                                    | 32       | Ramón Ferreyros       | Gonzalo Saenz        | Mitsubishi Lancer Evo VI     | -                        | N4 / PWRC | 5h23'17"1 | +4'25"3  | 3        |
| 5. (21.)                                    | 66       | Bob Colsoul           | Tom Colsoul          | Mitsubishi Lancer Evo V      | -                        | N4 / PWRC | 5h57'10"5 | +38'18"7 | 2        |
| 6. (22.)                                    | 45       | Pavlos Moschoutis     | Emmanouel Vardaxis   | Mitsubishi Lancer Evo III    | -                        | N4 / PWRC | 5h57'45"3 | +38'53"5 | 1        |
| Coppa FIA squadre                           |          |                       |                      |                              |                          |           |           |          |          |
| 1. (4.)                                     | 23       | Toshihiro Arai        | Roger Freeman        | Subaru Impreza WRC99         | Spike Subaru Team        | WRC / TC  | 5h04'35"6 | –        | 10       |
| 2. (6.)                                     | 25       | Abdullah Bakhashab    | Bobby Willis         | Toyota Corolla WRC           | Toyota Team Saudi Arabia | WRC / TC  | 5h09'49"7 | +5'14"1  | 6        |
| 3. (8.)                                     | 26       | Frédéric Dor          | Didier Breton        | Subaru Impreza WRC99         | F.Dor Rally Team         | WRC / TC  | 5h10'54"6 | +6'19"0  | 4        |
| 4. (15.)                                    | 27       | Serkan Yazici         | Erkan Bodur          | Toyota Corolla WRC           | Team Atakan              | WRC / TC  | 5h26'47"3 | +22'11"7 | 3        |

| Principali ritiri | Principali ritiri | Principali ritiri   | Principali ritiri  | Principali ritiri            | Principali ritiri            | Principali ritiri | Principali ritiri       | Principali ritiri |
| PS                | Nº                | Pilota              | Co-pilota          | Auto                         | Squadra                      | Classe            | Causa                   | Pos.              |
| ----------------- | ----------------- | ------------------- | ------------------ | ---------------------------- | ---------------------------- | ----------------- | ----------------------- | ----------------- |
| PS 2              | 2                 | Freddy Loix         | Sven Smeets        | Mitsubishi Carisma GT Evo VI | Marlboro Mitsubishi Ralliart | WRC               | Sospensione             | 64º               |
| PS 3              | 17                | Markko Märtin       | Michael Park       | Toyota Corolla WRC           | Lukoil EOS Rally Team        | WRC               | Motore                  | 8º                |
| PS 3              | 18                | Krzysztof Hołowczyc | Jean-Marc Fortin   | Subaru Impreza WRC99         | Wizja TV Turning Point       | WRC / TC          | Incidente               | 18º               |
| PS 4              | 12                | Luis Climent        | Álex Romaní        | Škoda Octavia WRC            | Škoda Motorsport             | WRC               | Ruota persa             | 29º               |
| PS 4              | 14                | Kenneth Eriksson    | Staffan Parmander  | Hyundai Accent WRC           | Hyundai Castrol WRT          | WRC               | Motore                  | 9º                |
| PS 5              | 1                 | Tommi Mäkinen       | Risto Mannisenmäki | Mitsubishi Lancer Evo VI     | Marlboro Mitsubishi Ralliart | WRC               | Mozzo ruota             | 14º               |
| PS 6              | 15                | Alister McRae       | David Senior       | Hyundai Accent WRC           | Hyundai Castrol WRT          | WRC               | Fuori tempo massimo     | 6º                |
| PS 7              | 7                 | Didier Auriol       | Denis Giraudet     | SEAT Córdoba WRC Evo2        | SEAT Sport                   | WRC               | Rottura meccanica       | 13º               |
| PS 9              | 10                | Marcus Grönholm     | Timo Rautiainen    | Peugeot 206 WRC (2000)       | Peugeot Esso                 | WRC               | Motore                  | 7º                |
| PS 10             | 8                 | Toni Gardemeister   | Paavo Lukander     | SEAT Córdoba WRC Evo2        | SEAT Sport                   | WRC               | Sterzo                  | 11º               |
| PS 14             | 3                 | Richard Burns       | Robert Reid        | Subaru Impreza WRC2000       | Subaru World Rally Team      | WRC               | Turbocompressore        | 3º                |
| PS 19             | 16                | Petter Solberg      | Phil Mills         | Ford Focus WRC 00            | Ford Martini                 | WRC               | Differenziale anteriore | 11º               |

Legenda
| Icona | Classe                                                                                  |
| ----- | --------------------------------------------------------------------------------------- |
| WRC   | Equipaggio che può conquistare punti per il campionato costruttori WRC                  |
| WRC   | Equipaggio di classe A8 che non può conquistare punti per il campionato costruttori WRC |
| PWRC  | Equipaggio registrato al campionato PWRC                                                |
| TC    | Equipaggio registrato alla Coppa FIA squadre                                            |
|       | Ulteriori classificazioni                                                               |

### Prove speciali
| Frazione            | Prova | Ora   | Nome           | Lunghezza | Vincitori                       | Tempo   | Leader del rally                |
| ------------------- | ----- | ----- | -------------- | --------- | ------------------------------- | ------- | ------------------------------- |
| Frazione 1 (9 Giu)  | PS1   | 11:40 | Skourta        | 20,02 km  | Marcus Grönholm Timo Rautiainen | 11'54"6 | Marcus Grönholm Timo Rautiainen |
| Frazione 1 (9 Giu)  | PS2   | 12:11 | Klidi          | 8,09 km   | Colin McRae Nicky Grist         | 5'40"1  | Marcus Grönholm Timo Rautiainen |
| Frazione 1 (9 Giu)  | PS3   | 12:42 | Thiva          | 20,12 km  | Colin McRae Nicky Grist         | 16'23"1 | Colin McRae Nicky Grist         |
| Frazione 1 (9 Giu)  | PS4   | 15:40 | Kineta         | 9,47 km   | Marcus Grönholm Timo Rautiainen | 2'20"7  | Colin McRae Nicky Grist         |
| Frazione 1 (9 Giu)  | PS5   | 16:05 | Agii Theodoroi | 31,11 km  | Colin McRae Nicky Grist         | 24'47"6 | Colin McRae Nicky Grist         |
|                     |       |       |                |           |                                 |         | Colin McRae Nicky Grist         |
| Frazione 2 (10 Giu) | PS6   | 09:47 | Zeli 1         | 28,32 km  | Richard Burns Robert Reid       | 20'44"9 | Colin McRae Nicky Grist         |
| Frazione 2 (10 Giu) | PS7   | 10:47 | Mendenitsa 1   | 28,05 km  | Colin McRae Nicky Grist         | 19'58"5 | Colin McRae Nicky Grist         |
| Frazione 2 (10 Giu) | PS8   | 12.27 | Paleohori 1    | 10,71 km  | Richard Burns Robert Reid       | 7'46"0  | Colin McRae Nicky Grist         |
| Frazione 2 (10 Giu) | PS9   | 13:08 | Gravia 1       | 25,56 km  | Carlos Sainz Luis Moya          | 18'18"6 | Colin McRae Nicky Grist         |
| Frazione 2 (10 Giu) | PS10  | 13:47 | Elatos 1       | 10,56 km  | Richard Burns Robert Reid       | 8'40"3  | Colin McRae Nicky Grist         |
| Frazione 2 (10 Giu) | PS11  | 15:59 | Zeli 2         | 28,32 km  | Richard Burns Robert Reid       | 20'48"8 | Colin McRae Nicky Grist         |
| Frazione 2 (10 Giu) | PS12  | 16:59 | Mendenitsa 2   | 28,05 km  | Colin McRae Nicky Grist         | 20'04"1 | Colin McRae Nicky Grist         |
|                     |       |       |                |           |                                 |         | Colin McRae Nicky Grist         |
| Frazione 3 (11 Giu) | PS13  | 09:27 | Pavliani 1     | 24,71 km  | Carlos Sainz Luis Moya          | 20'23"2 | Colin McRae Nicky Grist         |
| Frazione 3 (11 Giu) | PS14  | 10:10 | Stromi 1       | 22,82 km  | Petter Solberg Phil Mills       | 18'02"9 | Colin McRae Nicky Grist         |
| Frazione 3 (11 Giu) | PS15  | 11:48 | Paleohori 2    | 10,71 km  | Petter Solberg Phil Mills       | 7'15"9  | Colin McRae Nicky Grist         |
| Frazione 3 (11 Giu) | PS16  | 12:29 | Gravia 2       | 25,56 km  | Carlos Sainz Luis Moya          | 18'28"0 | Carlos Sainz Luis Moya          |
| Frazione 3 (11 Giu) | PS17  | 13:08 | Elatos 2       | 10,56 km  | Petter Solberg Phil Mills       | 8'46"5  | Carlos Sainz Luis Moya          |
| Frazione 3 (11 Giu) | PS18  | 15:00 | Pavliani 2     | 24,71 km  | Petter Solberg Phil Mills       | 20'16"2 | Carlos Sainz Luis Moya          |
| Frazione 3 (11 Giu) | PS19  | 15:43 | Stromi 2       | 22,82 km  | Petter Solberg Phil Mills       | 18'15"0 | Colin McRae Nicky Grist         |

## Classifiche mondiali
Classifica piloti
| Pos. | Pos. | Pilota             | Punti |
| ---- | ---- | ------------------ | ----- |
| 1    |      | Richard Burns      | 38    |
| 2    | 3    | Colin McRae        | 24    |
| 3    | 1    | Marcus Grönholm    | 24    |
| 4    | 1    | Tommi Mäkinen      | 23    |
| 5    | 1    | Carlos Sainz       | 23    |
| 6    |      | Juha Kankkunen     | 14    |
| 7    |      | Didier Auriol      | 4     |
| 8    | 7    | Toshihiro Arai     | 4     |
| 9    | 1    | Freddy Loix        | 4     |
| 10   | 1    | Toni Gardemeister  | 3     |
| 11   | 1    | Harri Rovanperä    | 3     |
| 12   | 1    | Thomas Rådström    | 3     |
| 13   | 1    | Petter Solberg     | 3     |
| 14   | N    | Armin Schwarz      | 2     |
| 15   | 2    | François Delecour  | 2     |
| 16   | 2    | Bruno Thiry        | 2     |
| 17   | N    | Abdullah Bakhashab | 1     |
| 18   | 2    | Gilles Panizzi     | 1     |

Classifica costruttori WRC
| Pos. | Pos. | Squadra                          | Punti |
| ---- | ---- | -------------------------------- | ----- |
| 1    |      | Subaru World Rally Team          | 58    |
| 2    |      | Ford Martini                     | 47    |
| 3    |      | Peugeot Esso                     | 31    |
| 4    |      | Marlboro Mitsubishi Ralliart     | 29    |
| 5    | 1    | Škoda World Rally Team           | 8     |
| 6    | 1    | SEAT Sport                       | 7     |
| 7    |      | Hyundai Castrol World Rally Team | 1     |